# Kościół św. Marcina w Wyrzysku
Kościół Świętego Marcina w Wyrzysku – rzymskokatolicki kościół parafialny znajdujący się w mieście Wyrzysk, w województwie wielkopolskim, przy północnej pierzei rynku (Placu Wojska Polskiego).
Jest to budowla składająca się z nawy bocznej i wieży, wybudowanej w latach 1859–1861 w stylu neogotyckim oraz nawy głównej wybudowanej w 1946 roku. W 1948 od strony północno-zachodniej nawę boczną poszerzono i wybudowano prezbiterium z zakrystiami. W starszej części świątyni znajduje się barokowy ołtarz główny z około 1738 roku i barokowa rzeźba św. Wawrzyńca.